# رولاند ويلسون
رولاند ويلسون (18 يوليو 1868 - 1 أكتوبر 1959) (بالإنجليزية: Rowland Wilson)‏ هو لاعب كريكت بريطاني (وحمل سابقاً جنسية المملكة المتحدة لبريطانيا العظمى وأيرلندا).

## وصلات خارجية
- رولاند ويلسون على موقع إي آس بي آن كريك إنفو (الإنجليزية)